# Engerdal
Engerdal ist eine Kommune im norwegischen Fylke Innlandet. Die Kommune hat 1326 Einwohner (Stand: 1. Januar 2025). Verwaltungssitz ist der gleichnamige Ort Engerdal.

## Geografie

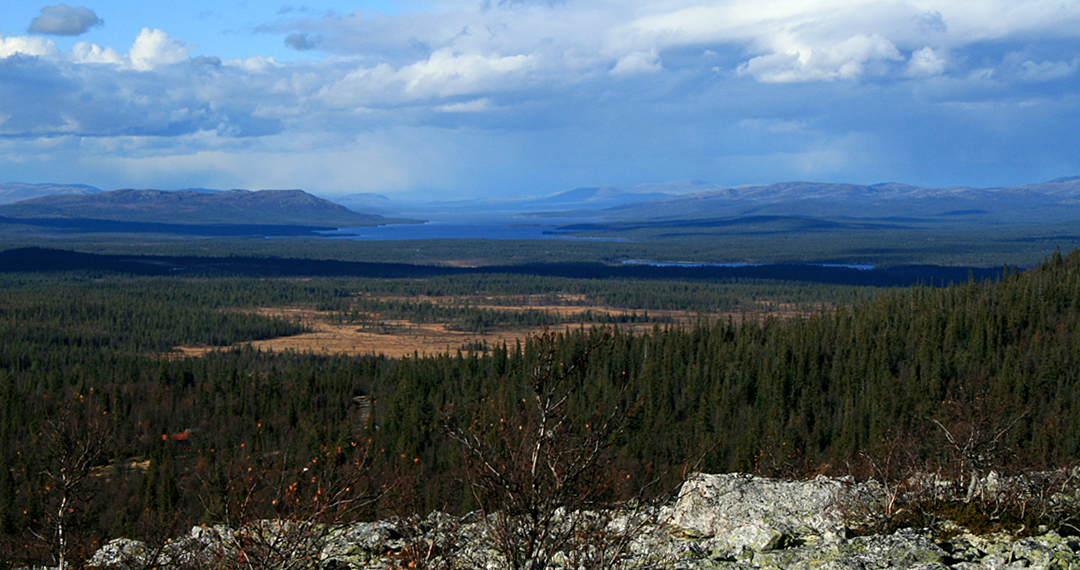
Blick auf den Femundsee, 2007

Engerdal ist die nordöstlichste Kommune im Fylke Innlandet. Die Kommune grenzt im Osten an Schweden und im Norden an die Provinz Trøndelag. Die norwegischen Nachbarkommunen sind Trysil im Süden, Rendalen im Westen, Tolga und Os im Nordwesten sowie Røros im Nachbarfylke Trøndelag im Norden. Im Norden Engerdals befinden sich der Femundsee (Femunden) sowie der Femundsmarka-Nationalpark. Weitere Seen in Engerdal sind der Drevsjøen und der Vurrusjøen im Osten sowie der Engeren im Süden. Mit dem Gutulia-Nationalpark liegt an der Grenze zu Schweden ein weiterer Nationalpark in Engerdal. Der Fluss Trysilelva durchquert die Gemeinde in Nord-Süd-Richtung.
Die Erhebung Elgåhogna östlich des Femunden stellt mit einer Höhe von 1459,78 moh. den höchsten Punkt der Kommune Engerdal dar.

## Einwohner
Engerdal gehört zu den einwohnerärmsten Kommunen im Fylke Innlandet. Die Einwohner leben über das Gemeindeareal verstreut. Die größten Ortschaften sind das Verwaltungszentrum Engerdal und der Ort Drevsjø im Osten. Weitere kleine Orte sind Heggeriset, Hylleråsen, Elgå und Sorken. Die Einwohnerzahlen sind über die Jahrzehnte hinweg rückläufig, sie konnten sich jedoch mit der Zeit etwas stabilisieren. Drevsjø ist der einzige sogenannte Tettsted, also die einzige Ansiedlung, die für statistische Zwecke als eine städtische Siedlung gewertet wird. Zum 1. Januar 2024 lebten dort 306 Einwohner.
Die Einwohner der Gemeinde werden Engerdøl genannt. Offizielle Schriftsprache ist wie in vielen Kommunen in Innlandet Bokmål, die weiter verbreitete der beiden norwegischen Sprachformen.
| Jahr          | 1986 | 1990 | 1995 | 2000 | 2005 | 2010 | 2015 | 2020 | 2025 |
| ------------- | ---- | ---- | ---- | ---- | ---- | ---- | ---- | ---- | ---- |
| Einwohnerzahl | 1741 | 1721 | 1698 | 1580 | 1499 | 1434 | 1359 | 1268 | 1326 |

## Geschichte
Die Gemeinde Engerdal entstand zum 1. Januar 1911 bei der Zusammenlegung von Teilen der Gemeinden Trysil, Ytre Rendal, Øvre Rendal und Tolga. Bis zum 31. Dezember 2019 gehörte Engerdal der damaligen Provinz Hedmark an. Diese ging im Zuge der Regionalreform in Norwegen in die zum 1. Januar 2020 neu geschaffene Provinz Innlandet über.
Mit der Engerdal kirke liegt eine Holzkirche aus dem Jahr 1873 in der Gemeinde. Die Drevsjø kirke ist eine Kirche aus dem Jahr 1847.

## Wirtschaft
In der Vergangenheit waren vor allem Land- und Forstwirtschaft von größerer wirtschaftlicher Bedeutung, diese ging mit der Zeit allerdings zurück. In der Landwirtschaft ist heute vor allem die Rinder- und Schafhaltung verbreitet. Des Weiteren gibt es in der Kommune Samen, die von der Rentierhaltung leben. Der Großteil des Waldgebiets gehört dem Staat, der auch den Holzverarbeitungsbetrieb Drevsjø Trelast besitzt. Eine weitere Einnahmequelle ist der Tourismus, der unter anderem auf Aktivitäten in der Natur wie dem Kanusport basiert. Im Jahr 2019 arbeiteten von rund 600 Arbeitstätigen etwa 440 in Engerdal selbst. Der Rest verteilte sich auf Kommunen wie Trysil, Elverum und Oslo.

## Name
Der Name der Kommune setzt sich aus den beiden Bestandteilen „Enger“ und „-dal“ zusammen, wobei „dal“ für „Tal“ steht. „Enger“ hingegen hängt mit dem Flussnamen Engeråa und dem See Engeren zusammen, wobei die Namen vom altnordischen Begriff „ǫngr“ abgeleitet sind. Dieser bedeutet „eng“ oder „schmal“ und bezieht sich auf das relativ schmale Tal Engerdal.

## Sehenswürdigkeiten
- Trysil/Engerdal Museum

## Persönlichkeiten
- Egil Hylleraas (1898–1965), theoretischer Physiker
- Gjermund Eggen (1941–2019), Skilangläufer
- Jo Eggen (* 1941), Skilangläufer
- Marja Mortensson (* 1995), Musikerin